# FK Partizan Belgrad
Fudbalski Klub Partizan, kyrilliska Фудбалски клуб Партизан är en fotbollsklubb från Belgrad. Partizan är tillsammans med Röda Stjärnan Serbiens ledande klubb inom fotboll.
FK Partizan är en del av en stor sportorganisation där namnet Partizan finns med i hela 25 olika sporter. FK Partizan har en självständig rätt att sköta sin ekonomi och allt annat som rör fotbollsklubben.
Momčilo Vukotić har rekordet i antal spelade matcher och lyckades spela 791 matcher för FK Partizan. Rekordet i antal gjorda mål för FK Partizan har Stjepan Bobek med sina 425 fullträffar.

## Historia
Partizan grundades den 4 oktober 1945 i Belgrad och var ursprungligen arméns klubb. Klubben blev självständig från armén i början av 1950-talet. Partizan spelade under sin tidiga historia i blått och rött men har sedan länge gått över till svart och vitt.

## Supportrar
Partizans supportrar kallas för Grobari (Dödgrävarna). Splittring bland supportrarna har resulterat i att det numera bara kommer ett par tusen personer för att stödja laget under hemmamatcherna.

## Meriter
FK Partizan har vunnit den jugoslaviska ligan (och dess efterföljare) tjugosju gånger.
- Jugoslaviska ligan
  - 1946/47, 1948/49, 1960/61, 1961/62, 1962/63, 1964/65, 1975/76, 1977/78, 1982/83, 1985/86, 1986/87

- Serbiska superligan
  - 1992/93, 1993/94, 1995/96, 1996/97, 1998/99, 2001/02, 2002/03, 2004/05, 2007/08, 2008/09, 2009/10, 2010/11, 2011/12, 2012/13, 2014/15, 2016/17

- Jugoslaviska/Serbiska cupen
  - 1947, 1952, 1954, 1957, 1989, 1992, 1994, 1998, 2001, 2008, 2009, 2011, 2016, 2017, 2018, 2019